# コール・ハーン

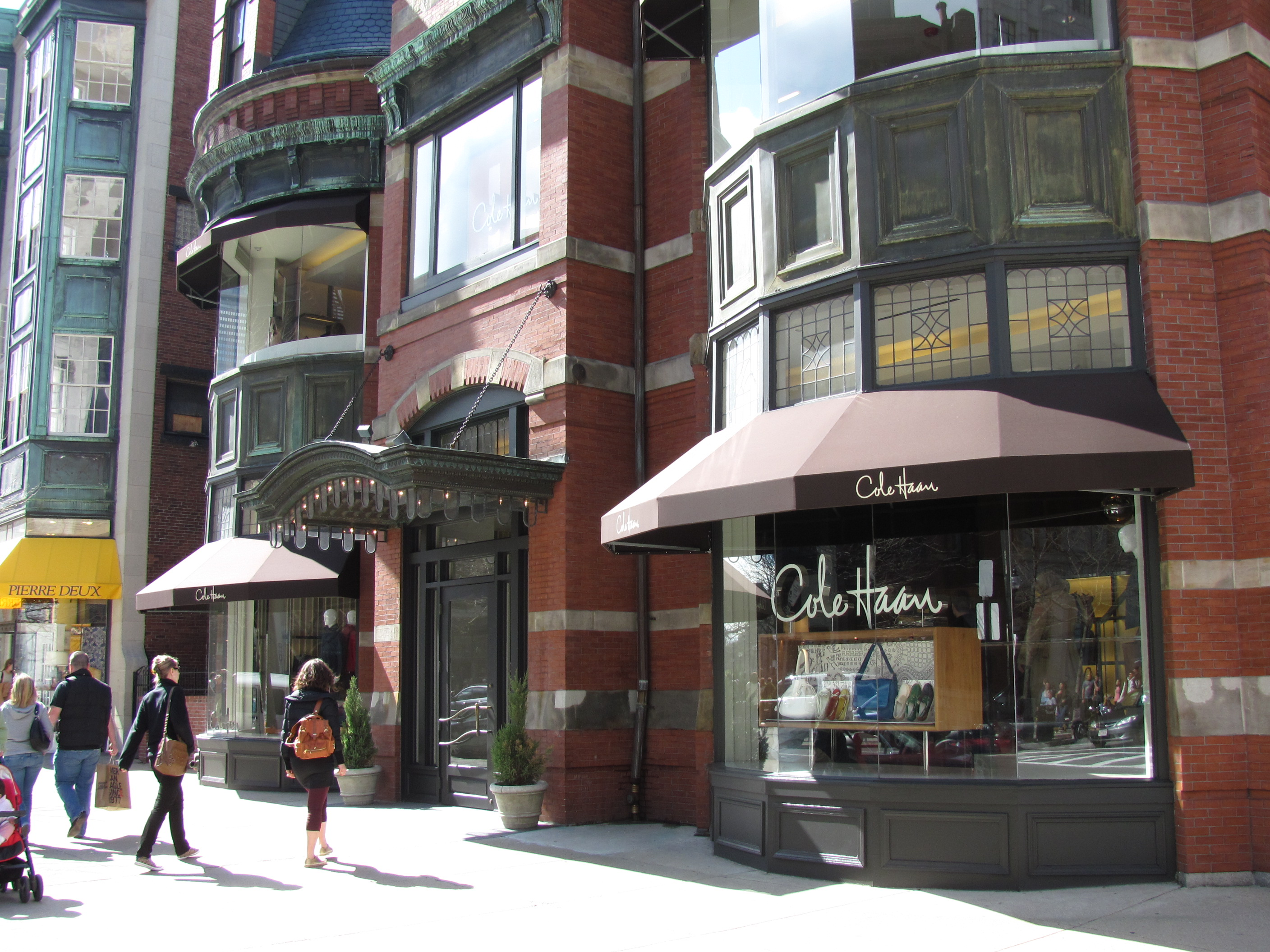
コール・ハーンの店舗

コール・ハーン（Cole Haan）は1928年にアメリカ合衆国で創業されたファッションブランド。

## 沿革
コール・ハーンは1928年にトラフトン・コール（Trafton Cole）とエディ・ハーン（Eddie Haan）によって、シカゴを拠点に創業された。創業当初は紳士靴のみを扱っていた。
1988年にナイキの傘下となり、ナイキエアを搭載したシューズ「ルナグランド」などが好評を得ていたが、2012年5月31日にナイキはコールハーンとアンブロを売却する意向であることを発表した。2013年、コールハーンはプライベートエクイティ投資会社のエイパックス・パートナーズ（Apax Partners）に売却された。
現在はニューハンプシャー州・グリーンランドに本社、ニューヨークにデザインセンターを置き、男女向けの衣料品や革製品などを取り扱っている。